# Suc (liquide)
Pour les articles homonymes, voir Suc.
Le suc est un liquide organique extrait d'une substance végétale ou animale.
Les tissus, qu'ils soient animaux ou végétaux, peuvent contenir et emmagasiner des liquides. Les plantes, notamment celles des milieux arides ou semi-désertiques, emmagasinent des réserves sous forme de suc dans leurs tissus. Les plantes qui poussent ce mécanisme à l'extrême, afin de garantir leur survie dans des milieux parfois difficiles, sont appelées plantes succulentes. Contrairement à la sève ou au latex, le suc ne s'écoule pas ou peu en cas de blessure de l'épiderme.
Chez les animaux, le suc peut être un liquide sécrété par un organe de l'appareil digestif, comme le suc pancréatique, le suc gastrique ou le suc digestif.
Au sens figuré, le suc est l'extrait de quelque chose, ce qu'il y a de plus substantiel dans une chose, sa substantifique moelle.